# Cavigny
Cavigny és un municipi francès situat al departament de la Manche i a la regió de Normandia. L'any 2007 tenia 200 habitants.

## Demografia

### Població
El 2007 la població de fet de Cavigny era de 200 persones. Hi havia 96 famílies de les quals 28 eren unipersonals (12 homes vivint sols i 16 dones vivint soles), 40 parelles sense fills, 24 parelles amb fills i 4 famílies monoparentals amb fills.
La població ha evolucionat segons el següent gràfic:
Habitants censats

### Habitatges
El 2007 hi havia 109 habitatges, 94 eren l'habitatge principal de la família, 10 eren segones residències i 5 estaven desocupats. 106 eren cases i 2 eren apartaments. Dels 94 habitatges principals, 67 estaven ocupats pels seus propietaris, 25 estaven llogats i ocupats pels llogaters i 2 estaven cedits a títol gratuït; 1 tenia una cambra, 4 en tenien dues, 15 en tenien tres, 24 en tenien quatre i 50 en tenien cinc o més. 78 habitatges disposaven pel capbaix d'una plaça de pàrquing. A 39 habitatges hi havia un automòbil i a 44 n'hi havia dos o més.

### Piràmide de població
La piràmide de població per edats i sexe el 2009 era:
| Homes | Edats   | Dones |
| ----- | ------- | ----- |
| 0     | 95 o +  | 0     |
| 0     | 90 a 94 | 8     |
| 0     | 85 a 89 | 4     |
| 0     | 80 a 84 | 4     |
| 4     | 75 a 79 | 4     |
| 12    | 70 a 74 | 0     |
| 0     | 65 a 69 | 20    |
| 16    | 60 a 64 | 8     |
| 0     | 55 a 59 | 0     |
| 8     | 50 a 54 | 4     |
| 24    | 45 a 49 | 16    |
| 8     | 40 a 44 | 8     |
| 8     | 35 a 39 | 20    |
| 4     | 30 a 34 | 4     |
| 8     | 25 a 29 | 4     |
| 8     | 20 a 24 | 8     |
| 4     | 15 a 19 | 8     |
| 12    | 10 a 14 | 8     |
| 12    | 5 a 9   | 4     |
| 0     | 0 a 4   | 4     |

## Economia
El 2007 la població en edat de treballar era de 125 persones, 100 eren actives i 25 eren inactives. De les 100 persones actives 95 estaven ocupades (54 homes i 41 dones) i 5 estaven aturades (1 home i 4 dones). De les 25 persones inactives 15 estaven jubilades, 5 estaven estudiant i 5 estaven classificades com a «altres inactius».

### Ingressos
El 2009 a Cavigny hi havia 92 unitats fiscals que integraven 202 persones, la mediana anual d'ingressos fiscals per persona era de 15.395 €.

### Activitats econòmiques
L'any 2000 a Cavigny hi havia 23 explotacions agrícoles que ocupaven un total de 671 hectàrees.

## Poblacions més properes
El següent diagrama mostra les poblacions més properes.